# Oxypetalinae
Sous-tribu
Les Oxypetalinae sont une sous-tribu de plantes à fleurs appartenant à la famille des Apocynaceae (ordre des Gentianales). Le genre type est : Oxypetalum R. Br..

## Genres
Cette sous-tribu contient les genres suivants,, avec les éventuels genres devenus synonymes dans cette sous-tribu :
- Amblyopetalum (Griseb.) Malme = Oxypetalum R. Br.
- Amblystigma Benth. =~ Philibertia Kunth (sous-tribu des Metastelmatinae)
- Aphanostelma Malme =~ Philibertia Kunth  (sous-tribu des Metastelmatinae)
- Araujia Brot.
- Brachylepis Hook. & Arn. =~ Philibertia Kunth  (sous-tribu Metastelmatinae)
- Bustelma E. Fourn. = Oxypetalum R. Br.
- Calostigma Decne. = Oxypetalum R. Br.
- Corollonema Schltr. = Oxypetalum R. Br.
- Dactylostelma Schltr. = Oxypetalum R. Br.
- Diplolepis R. Br.
- Gothofreda Vent. = Oxypetalum R. Br.
- Hickenia Lillo = Araujia Brot.
- Kerbera E. Fourn.
- Lagenia E. Fourn. = Araujia Brot.
- Lorostelma E. Fourn. =~ Tassadia Decne.  (sous-tribu des Metastelmatinae)
- Melinia Decne.    = ~ Philibertia Kunth  (sous-tribu des Metastelmatinae)
- Mitostigma Decne. = ~ Philibertia Kunth  (sous-tribu des Metastelmatinae)
- Morrenia Lindl. = Araujia Brot.
- Oxypetalum R. Br.
- Physianthus Mart. = Araujia Brot.
- Podandra Baill. =~ Philibertia Kunth  (sous-tribu des Metastelmatinae)
- Rojasia Malme
- Schistogyne Hook. & Arn. = Oxypetalum R. Br.
- Schistonema Schltr.
- Steleostemma Schltr. =~ Philibertia Kunth  (sous-tribu des Metastelmatinae)
- Stenomeria Turcz. =~ Tassadia Decne.  (sous-tribu des Metastelmatinae)
- Stuckertia Kuntze = Araujia Brot.
- Turrigera Decne. = Tweedia Hook. & Arn.
- Tweedia Hook. & Arn.
- Widgrenia Malme = Oxypetalum R. Br.